# NGC 1252
NGC 1252 — группа звёзд в созвездии Часы.
Этот объект входит в число перечисленных в оригинальной редакции «Нового общего каталога».
По мнению астронома Гарольда Корвина, объект точно идентифицируется с группой звёзд, которая находится в 20' к северу от координат, указанных Гершелем, но профессор Кортни Селигман говорит, что эту идентификацию нельзя считать достоверной.